# Deja Vrooom
Deja VROOOM, stylizowane jako deja VROOOM – koncertowy album wideo King Crimson, wydany w styczniu 1999 roku nakładem Discipline Global Mobile jako DVD.

## Historia albumu
DVD Deja VROOOM zawiera materiał z koncertu King Crimson w Nakano Sun Plaza w Tokio, w Japonii, który miał miejsce 5 i 6 października 1995 roku. Nagrania ukazały się pierwotnie w 1996 roku w Japonii pod tytułem Live in Japan, w formacie VHS, z utworami w innej kolejności. Wykonane w trakcie koncertu utwory pochodzą z wydanego wcześniej albumu THRAK, uzupełnione utworami z lat 80. Podobnie jak album, koncert został zrealizowany w sześcioosobowym składzie: Adrian Belew, Bill Bruford, Tony Levin, Robert Fripp, Trey Gunn, Pat Mastelotto. Do wydawnictwa dołączono 20-stronicową książeczkę oraz jako bonus: „In the Court of King Crimson” (zawierający komentarze, ukryte filmy i pokaz slajdów) i „21st Century Schizoid Band” (w którym można było wybrać sekcję rytmiczną, wokalistę i instrumentalistę z różnych wcieleń King Crimson).

## Lista utworów
Lista i informacje według Discogs:
| 1.  | Circular Improv                   |  |
|     |                                   |  |
| 2.  | Vrooom Vrooom                     |  |
|     |                                   |  |
| 3.  | Frame By Frame                    |  |
|     |                                   |  |
| 4.  | Dinosaur                          |  |
|     |                                   |  |
| 5.  | One Time                          |  |
|     |                                   |  |
| 6.  | Red                               |  |
|     |                                   |  |
| 7.  | B'Boom                            |  |
|     |                                   |  |
| 8.  | Thrak                             |  |
|     |                                   |  |
| 9.  | Matte Kudasai                     |  |
|     |                                   |  |
| 10. | Three Of A Perfect Pair           |  |
|     |                                   |  |
| 11. | Vrooom                            |  |
|     |                                   |  |
| 12. | Coda: Marine 475                  |  |
|     |                                   |  |
| 13. | Sex Sleep Eat Drink Dream         |  |
|     |                                   |  |
| 14. | Elephant Talk                     |  |
|     |                                   |  |
| 15. | Indiscipline                      |  |
|     |                                   |  |
| 16. | Talking Drum                      |  |
|     |                                   |  |
| 17. | Larks' Tongues In Aspic (Part II) |  |
|     |                                   |  |
| 18. | People                            |  |
|     |                                   |  |
| 19. | Walking On Air                    |  |
|     |                                   |  |

## Opinie krytyków
Wykorzystanie różnych możliwości DVD, takich jak wybór kąta kamery, materiałów archiwalnych i komentarzy z uwagi na życzenia odbiorcy wskazuje – zdaniem Tima Sheridana z magazynu AllMusic – na pomysłowy sposób użycia tego nośnika przez Frippa i jego kolegów. Autor określa wideo jako „wartościowy przykład tego, co można zrobić z tym medium”.